# Bittermandelöl

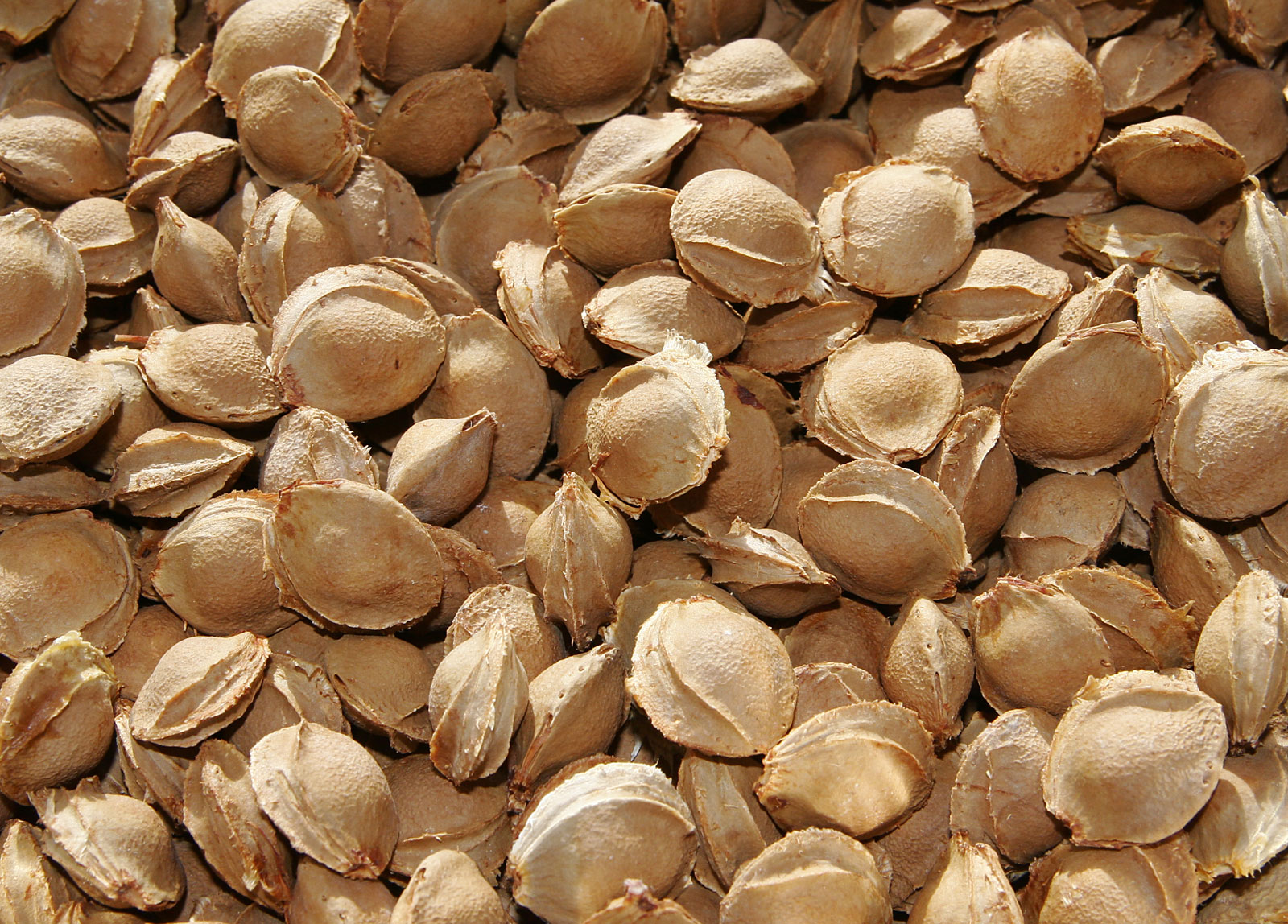
Aprikosenkerne

Bittermandelöl ist ein anfangs farbloses, später leicht gelbliches, ätherisches Öl aus den Steinkernen, Samen verschiedener Prunus-Arten. Es wird meistens aus den Samen, Kernen der Bittermandeln, von Pfirsichen, Aprikosen, Kirschen und Pflaumen gewonnen.
Die gemahlenen Samen werden zuerst durch Pressen vom fetten Öl befreit und dann destilliert man von dem mit Wasser mazerierten Presskuchen das Bittermandelöl mit Wasserdampf ab. 
Hauptbestandteil des ungereinigten Öls ist mit ca. 95 % Benzaldehyd, außerdem enthält es 2 bis 4 % Blausäure und Mandelsäurenitril, Benzoin und Aldehydharz. Mischt man das Destillat mit Weingeist entsteht Bittermandelwasser; in Wasser und Weingeist gelöstes Mandelsäurenitril→ Ätherisches Wasser.
Blausäurefreies Bittermandelöl wird hergestellt durch Ausschütteln mit Kalkmilch und Eisensulfat, wodurch sich Calciumeisen(II)-cyanid bildet. Darauf folgt eine weitere Wasserdampfdestillation.
Dieses blausäurefreie Bittermandelöl besteht zu über 99 % aus Benzaldehyd und enthält andere Anteile nur in Spuren; daher wird reiner Benzaldehyd auch als „künstliches Bittermandelöl“ (Oleum Amygdalarum aethereum artificiale) bezeichnet.
Verwendung findet es als Gewürzöl in der Konditorei und Bäckerei, in der Likörherstellung, auch allgemein für Lebensmittelzusätze und Parfüms.